# هکتور فاکوندو
هکتور فاکوندو (اسپانیایی: Héctor Facundo‎; ۲ نوامبر ۱۹۳۷ – ۱۳ نوامبر ۲۰۰۹) یک بازیکن فوتبال اهل آرژانتین بود.
از باشگاه‌هایی که در آن بازی کرده‌است می‌توان به سن لورنزو، باشگاه فوتبال راسینگ کلاب و باشگاه فوتبال اتلتیکو اشاره کرد. وی همچنین در تیم ملی فوتبال آرژانتین بازی کرده است.